# مهرة عبد الرحيم
مهرة عبد الرحيم- (مهرة عبدالرحيم سالم) مواليد 2002م، هي لاعبة ألعاب قوى وعداءة إماراتية. وهي أصغر لاعبة تحصد ميدالية في منتخب الإمارات المشارك في الدورة الخامسة من بطولة المرأة الخليجية 2017م.

## المشوار الرياضي

بدأت مهرة في ممارسة رياضة الجري عندما كانت في سن الثانية عشرة من عمرها، ولاقت كل الدعم والتشجيع من والديها ، شاركت مهرة في البطولات المدرسية وانظلقت منها إلى الاولمبياد المدرسي، والذي حصلت من خلاله على ميدالتين ذهبيتين وفضية. وكان الأولمبياد المدرسي هو البوابة التي عبرت من خلالها إلى المنتخب الإماراتي لألعاب القوي وانضمت مهرة إلى فريق ألعاب القوى بنادي الشارقة الرياضي للمرأة . تم أختيار مهرة بجانب زميلتها في نادي الشارقة الرياضي فاطمة البلوشي من قبل أتحاد الإمارات لألعاب القوى لتمثيل المنتخب الوطني في منافسات بطولة العرب الأولي تحت 23 عامًا. حققت مهرة أرقامًا مميزة في السباقات بالإضافة إلى العديد من الميداليات في البطولات المحلية والدولية. في 2017 في البطولة الخليجية لرياضة المرأة ، سباق 800م، كانت مهرة عبدالرحيم اصغر المتسابقات، تفوقت في السباق على زميلاتها: البحرينية مارتا هير باتو والقطريتين شيماء عبدالله وناصرة عبدالله، وظهرت مهرة في السباق بمستوى لافت ضمن لها الميدالية الفضية وكانت قريبة جدًا من حصد الميدالية الذهبية، حبث انها أنهت السباق في زمن 2.37.91 بفارق 23 جزء من الثانية عن صاحبة الميدالية الذهبية والتي أهت السباق بزمن 2.13.74 كما انها شاركت في بطولة"دورة الألعاب للأندية العربية للسيدات اعوام 2018،2020،2024، وحصدت من خلالها ثلاث ميداليات (ذهبية وفضيتان)، كما شاركت في بطولة الدوري العماني لألعاب القوى وحصلت من خلالها على ميداليتين ذهبيتين، وشاركت مهرة ايضًا في منافسات بطولة كأس الإمارات لألعاب القوى ، والتي اقيمت بنادي الشعبة الرياضية بأبوظبي، وحصلت من خلال هذه البطولة على ميداليتين : ذهبية في سباق 400م، وفضية في سباق 100 متر حواجز.

## الميداليات والألقاب
استطاعت مهرة عبد الرحيم إحراز العديد من الميداليات والألقاب خلال مشاركاتها بالبطولات الإقليمية والدولية المختلفة، ويوضح الجدول التالي أهم الميداليات التي حققتها والمراكز التي احتلتها خلال مسيرتها:
| السنة | البطولة                                   | الميدالية/المركز | المسابقة             | ملاحظات                                        |
| ----- | ----------------------------------------- | ---------------- | -------------------- | ---------------------------------------------- |
| 2017  | البطولة الخليجية لرياضة المرأة            | فضية             | سباق 800 متر         | استطاعت انهاء السباق في زمن قدره 2.37.91 دقيقة |
| 2018  | دورة الألعاب للأندية العربية للسيدات 2018 | فضية             | سباق 4×400 متر       | استطاعت انهاء السباق في زمن قدره 14,65 ثانية   |
| 2020  | دورة الألعاب للأندية العربية للسيدات 2020 | برونزية          | سباق 800 متر         | [ 8 ] [ 9 ] [ 10 ]                             |
| 2022  | دورة الألعاب الخليجية                     | برونزية          | سباق تتابع 4×100 متر |                                                |
| 2022  | دورة الألعاب الخليجية                     | فضية             | سباق تتابع 4×400 متر |                                                |
| 2023  | الدوري العُماني لألعاب القوى               | ذهبية            | سباق 400 متر حواجز   |                                                |
| 2023  | الدوري العُماني لألعاب القوى               | ذهبية            | سباق 400 متر         |                                                |
| 2023  | بطولة غرب آسيا لألعاب القوى               | فضية             | سباق 400 متر جواجز   |                                                |
| 2024  | دورة الألعاب للأندية العربية للسيدات 2024 | فضية             | سباق 400 متر حواجز   | استطاعت انهاء السباق في زمن قدره 1:05.60 دقيقة |
| 2024  | بطولة كأس الغمارات لألعاب القوى           | ذهبية            | سباق 400 متر         |                                                |
| 2024  | بطولة كأس الغمارات لألعاب القوى           | فضية             | سباق 100متر حواجز    |                                                |